# 289600 Tastevin
289600 Tastevin este o planetă minoră (asteroid), cu un diametru de 3,442 km, din centura de asteroizi. A fost descoperită pe 1 aprilie 2005 la Jura-Observatorium⁠(d) de Michel Ory⁠(d) și a fost numită după Confrérie des Chevaliers du Tastevin⁠(d). 
Obiectul prezintă o orbită caracterizată de o semiaxă mare de 3,0846184393117 UAi, o excentricitate de 0,024022947572491, o înclinație de 11,270655389002 ° în raport cu ecliptica.